# Чилійська дипломатична академія
Чилійська дипломатична академія Андреса Белло (ACADE) — є установою, відповідальною за підготовку майбутніх чилійських дипломатів, а також внесла свій внесок у підготовку дипломатів з Південної Америки, Центральної Америки, Карибського басейну, Європи, Азії, Африки та Океанії. Академія є однією із найстаріших на американському континенті. Її девіз — Pro Chile Loquor (я кажу від імені Чилі). Його нинішнім директором є посол Марія дель Кармен Домінгес.

## Історія академії
Дипломатичну академію було створено Указом від 3 червня 1954 року, вона носить ім'я Андреса Белло в пам'ять про видатного чилійця венесуельського походження, який з 1834 по 1852 рік обіймав посаду старшого офіцера з питань зовнішніх зв'язків, що еквівалентно заступнику міністра закордонних справ нашого часу.
У 1963 році Академію було створено як офіційний департамент Міністерства закордонних справ, а в 1964 році під керівництвом професора та історика Хайме Ейзагірре було проведено глибоку реформу навчальних програм, що включає такі предмети, як дипломатична практика, економіка, міжнародні організації, мови.
29 березня 1974 року Казначейство Чилі придбало шляхом експропріації Palacio Septiembre, нерухомість, розташовану на Катедральній вулиці № 1183, розі вулиці Моранде, комуна та місто Сантьяго, а також Указом № 177 від 11 вересня 1975 року, Міністерство земель і колонізації, нині Міністерство національних надбань, передало Палац Едвардса Міністерству закордонних справ, останнє визначило його штаб-квартирою Дипломатичної академії Чилі «Андрес Белло». У будівлі розташовані бібліотека Міністерства, Пінакотека, Мапотека, лінгафонна лабораторія, кімнати для прийому гостей і аудиторія для церемоній або актів.
Крім навчальних занять, семінарів і конференцій для студентів, міжнародних зустрічей, переговорів, офіційних зобов'язань і заходів, характерних для дипломатичних функцій, проводяться в його залежностях.
Серед курсів, які пропонує Академія, виділяються Курс підготовки чилійських дипломатів і Міжнародний курс дипломатії для іноземних дипломатів. Програми підвищення кваліфікації також проводяться для чиновників дипломатичної служби Чилі та короткі курси спеціалізації.